# Мюрдаль, Гуннар
Гу́ннар Мю́рдаль (швед. Gunnar Myrdal; 6 декабря 1898, Густафс — 17 мая 1987, Стокгольм) — шведский экономист, лауреат Нобелевской премии по экономике 1974 года «за основополагающие работы по теории денег и глубокий анализ взаимозависимости экономических, социальных и институциональных явлений». В экономической теории основоположник стокгольмской школы, идеи которой перекликались с кейнсианством. Муж Альвы Мюрдаль — лауреата Нобелевской премии мира, и отец писателя Яна Мюрдаля.

## Биография
Гуннар родился в 1898 году в фермерской деревушке, в Швеции. Окончил юридическую школу Стокгольмского университета в 1923 году. Некоторое время занимался адвокатской практикой, однако его привлекала экономика. В 1927 году защитил докторскую диссертацию по экономике в Стокгольмском университете под руководство Густава Касселя (его докторская диссертация по анализу проблем денежного равновесия «Ценообразование — фактор перемен» считается началом формирования стокгольмской школы политэкономии).
Продолжал научные исследования в Англии, Германии, Франции. Его ранняя работа «Политический элемент в развитии экономической теории» вышла в 1929 году. Проходил обучение в США в рамках премии Рокфеллера в 1929—1930 годах. Его книгу «Денежное равновесие» издали на шведском (1931), немецком (1933), английском (1939) языках. В своих трудах Мюрдаль одним из первых экономистов предложил распространенный и ныне метод анализа на основе различия ожидаемых величин от фактических, реально достигнутых показателей.
В 1930 году Мюрдаль переезжает в Женеву, где работает в 1930—1931 годах профессором Института международных отношений Женевского университета, но через год возвращается в Стокгольм. Долгое время в местном университете он занимается преподавательской деятельностью, а с 1933 года заведует кафедрой политической экономии и финансов. В 1933—1947 профессор Стокгольмской школы экономики, был дружен с Бертилем Олином, занимавшим там же должность профессора в 1929—1965 годах.
В 1933 году избран депутатом риксдага от Социал-демократической партии.
В 1938 году приглашен в США, где в течение четырёх лет возглавляет Центр по изучению проблем американских негров при Институте Карнеги и пишет книгу «Американская дилемма. Негритянские вопросы и современная демократия» (1944).
В 1945—1947 годах — министр торговли Швеции. В 1947—1957 годах работал Исполнительным секретарем Европейской экономической комиссии ООН.
В 1960—1967 годах профессор мировой экономики Стокгольмского университета.
Активно выступал против войны во Вьетнаме. Был соучредителем и председателем Стокгольмского института исследования проблем мира.
В 1974 году награждён Нобелевской премии по экономике совместно с Фридрихом Хайеком; при этом сам Мюрдаль считал, что если премию вручают «таким реакционерам, как Хайек и Милтон Фридман», её следовало бы упразднить.
Являлся членом Американской академии искусств и наук (1958), Британской академии (1974) и Шведской королевской академии наук, был удостоен более тридцати почетных ученых степеней европейских и американских университетов.
Мюрдаль умер в Стокгольме 17 мая 1987 года.

## Семья
Супруга (с 1924 года) — Альва Мюрдаль — дипломат, политик и писатель, лауреат Нобелевской премии мира 1982 года. Сын — Ян Мюрдаль (род. 1927) — известный писатель и журналист леворадикального толка. Дочери: Сиссела Мюрдаль-Бок — философ, профессор Гарвардского университета, и Кай Фелстер — социолог.

## Вклад в науку
Г. Мюрдаль подчёркивает, что большинство безработных не готовы к выполнению работы в современных отраслях и не составляют трудовой резерв экономики страны. Главной причиной слаборазвитости экономики является не нехватка капитала, а недоиспользованность этих трудовых ресурсов. Индивиды из-за плохого питания, слабого здоровья, низкого уровня жизни и низких институциональных условий труда не заинтересованы в своём труде, работают плохо и мало, отношение к физическому труду презрительное. Для экономического развития необходимо ослабить неравенство, изменить систему возмещения трудовых затрат. В первую очередь с ростом доходов должна повыситься работоспособность и эффективность труда. Важна не норма прибыли капитала, а стимулирование более производительного труда, что в целом и приведёт к повышению уровня экономического развития, к повышению степени удовлетворения основных потребностей всех членов общества. Экономический рост без улучшения положения большинства населения не приоритетен
.
Работа Мюрдаля «Денежное равновесие» 1939 года ввела системное обсуждение ожиданий в анализ ценообразования, и различие между ex ante и ex post, то есть между планируемыми и фактическими значениями, что с тех пор стало стандартом для макроэкономической теории.

## Награды
За свои достижения в науке был неоднократно награждён:
- 1970 — совместно с Альвой Мюрдаль Международная премия Мира от правительства ФРГ
- 1974 — премия Фрэнка Сейдмана
- 1974 — Нобелевская премия по экономике
- 1975 — премия Бронислава Малиновского[англ.]
- 1975 — премия Веблена-Коммонса от Ассоциации эволюционной экономики[англ.].

## Сочинения
- Мюрдаль Г. Мировая экономика. Проблемы и перспективы = An International economy, problems and prospects (1956). — М.: Иностранная литература, 1958.
- Мюрдаль Г., Польссон Р., Экстрем Т. Швеция и Западная Европа = Västeuropa. Uppfordran till eftertanke och debatt. — М.: Прогресс, 1964.
- Мюрдаль Г. Современные проблемы «третьего мира» = Asian Drama: An Inquiry into the Poverty of Nations (1968). — М.: Прогресс, 1972.
- Мюрдаль Г. Возрастающая взаимозависимость государств и неудачи международного сотрудничества // МЭиМО № 5, 1980.
- Myrdal G. Monetary Equilibrium, 1939.
- Myrdal G. The Political Element in the Development of Economic Theory, 1956.
- Myrdal G. Asian drama: An Inquiry into the Poverty of Nations, 1968.